# Álomlovag (Bűbájos boszorkák)
Az Álomlovag a Bűbájos boszorkák című televíziós sorozat első évadjának ötödik epizódja, melyben Prue, a legidősebb Halliwell-testvér álmában kerül összetűzésbe egy gonosztevővel, ami még inkább megnehezíti a nővérek dolgát abban, hogy a pokolra küldjék az álmokban vájkáló illetőt - aki történetesen egy halandó ember.

## Cselekmény
|  | Alább a cselekmény részletei következnek! |

A három Halliwell, Prue, Piper és Phoebe a Quake-ben beszélgetnek, amikor Skye, az étterem egyik újdonsült pincérnője egy pohár italt szolgál fel Prue-nak. Elmondása szerint egy férfi küldi számára a kellemes italt, de Prue amellett, hogy megköszöni a gesztust, visszautasítja az ajánlatot. Mikor Skye ezt közli a tolókocsihoz kötött úrral, számára is megadatik a lehetőség egy pohár frissítő elfogyasztására, de Prue-hoz hasonlóan Skye sem fogadja el az ajánlatot arra hivatkozva, hogy munkaidőben nem szabad a vendégekkel együtt fogyasztania.
A következő jelenetben Skye épp készülődik nyugovóra térni munkaideje lejártát követően. Pontosan hajnali 2 óra 30 perckor azonban felébred, s egy férfi áll mellette. A férfi a Quake-ből ismert tolószékes úr, aki ezúttal azonban saját lábain közlekedik. Elmondása szerint behatolt Skye álmaiba, amelyeket tud befolyásolni és irányítani, s hogy Skye azért kapja ezt a büntetést, mert visszautasította a Quake-ben. Rövid táncolgatás után a férfi lehajítja a lányt az emeletes ház tetejéről.
A főcímet követően a rendőrség másnap reggel rátalál Skye holttestére, azonban nem a járdakövön, hanem a saját szobájában, az ágyában. Darryl elmondja Andy-nek, hogy a boncnok megállapítása szerint a lány csontjai úgy törtek ripityára, mintha egy húszemeletes házról esett volna le, ami felettébb különösnek tűnik számukra.
Piper a házban épp arról panaszkodik, kétheti aerobik edzés után miért nem sikerült egyetlen izomköteget sem megnagyobbítania, s beszél arról is, hogy már végre romantikára és egy biztos szerelmi kapcsolatra vágyik. Mialatt Andy és Darryl arra kezdenek gyanakodni, hogy Skye esete gyilkosság lenne, Phoebe a Quake konyhájában közli Piper-rel, hogy talált egy kitűnő igézetet az Árnyékok Könyvében, amely megoldja Piper minden problémáját, de a középső testvér egyelőre visszakozik a varázslattól.
Aznap este Piper és Phoebe a szerelmi kötés létrehozását tervezik – Phoebe-nek mégis sikerült meggyőznie Piper-t. Prue kissé elmebetegnek tartja húgai ötletét, ezért nem is hajlandó részt venni benne. Piper és Phoebe azonban – miután felolvasták egymásnak álompárjuk tulajdonságait – létrehozzák a kötést. Prue eközben telefonhívást kap a Quake-ben látott tolókocsis vendégtől, aki ezúttal randevúra óhajtja hívni a lányt, azonban Prue ismét visszautasítja a férfit, majd elmegy venni egy fürdőt. Fürdőzés közben elalszik, ekkor érkezik hozzá a telefonáló férfi. Prue megpróbálja édesanyja régi módszerével elhitetni magával, hogy nem valóság az, amit lát. A férfi megsebesíti a lányt, majd a fejét a víz alá dugja. Prue életét az menti meg, hogy Piper kopog, amire Prue természetesen felébred. Kikelve a kádból azonban észreveszi, hogy a karcolások valódiak…
Másnap reggel Prue elpanaszolja Piper-nek, nem érti, hogyan tudhatott az álmában megjelenő férfi olyan sok mindent a családjáról, s hogyan tűnhettek el a karcolások a válláról, Piper azonban úgy gondolja, Prue a kimerültségtől részese hasonló álmoknak; épp már a harmadik kávéját issza, s még szombaton is aukciókra jár. Prue azonban váltig állítja, hogy az álom valódinak tűnt. Ekkor egy idegen férfi toppan be a konyhába, s iszik egy üveg tejet a hűtőből. Később kiderül, hogy Phoebe hálótársa volt az éjjel - ezek szerint a szerelmi bűbáj működött. A rendőrségen Andy arra gyanakszik az FBI jelentéseiből, hogy sorozatgyilkosságról van szó, hiszen az áldozatok Skye-hoz hasonló módon vesztették életüket.
A Quake-ben Phoebe igyekszik meggyőzni Piper-t, hogy a bűbáj az, ami miatt rátalált újdonsült udvarlójára, Hans-ra, Piper azonban még mindig a hormonokra gyanakszik, egészen addig, míg az úr, akinek minden nap a szokásos menüjét szolgálja fel, aznap megszólítja, s elhívja vacsorázni. Piper rögtön fut a telefonhoz, ahol egy újabb úr hívja meg, ezúttal egy párizsi repülőútra. Prue azonban rendkívül elfoglalt, ezért nem igazán ér rá húgával foglalkozni.
Este Piper beszámol Phoebe-nek hosszas kávészünetükről Jack-kel, azzal az úrral, aki a Quake-ben meghívta vacsorázni. Phoebe nagyon lelkesen indul el újabb randevújára Hans-szal, Piper azonban nem igazán lelkesedik a bűbájért. Egy laboratóriumban Andy és Darryl meglátogatja Whitaker Bermant, a tolószékes férfit, akit Skye meggyilkolásával vádolnak. Kikérdezik, de a férfi nem igazán válik gyanúsítottá az ügyben a válaszai alapján. 
Piper ezalatt Jackkel vacsorázik, s érdekesnek tartja, hogy semmi olyan dolgot nem tud mondani, ami visszataszítani a férfit. Egy kevésbé tartalmas csók után aztán észreveszi, hogy a Quake összes férfija őt sasolja, s a kínos jelenetet egy nevetéssel oldja fel. A laboratóriumban ezalatt Berman újabb utazásra készül, ezúttal kétszeres adagot kér az androvinből, majd a Buckland aukciós házban Prue elalszik. Berman behatol az álmába, és egy tetőn találják magukat, ahol Berman egy gurulós székben tolja Prue-t a tető széle felé. Prue természetesen védekezik, s egy óvatlan pillanatban egy papírvágó kést szúr Berman kézfejébe. Már épp lehajítaná a nőt, amikor a valóságban megszólal az iroda telefonja; Andy a megmentő, épp csak hallani akarta Prue hangját. Prue a beszélgetés után megrendülve tapasztalja, hogy a papírvágókés, amivel Bermant álmában megsértette, a valóságban is véres…
Andy a rendőrségen arról próbálja meggyőzni Darrylt, hogy - mivel Berman épp egy álmokkal kapcsolatos kísérletet végez, amelyben azt vizsgálja, hogyan lehet behatolni mások álmába - bizonyára ő követte el a gyilkosságokat a nők álmában, akik visszautasították őt. A Halliwell-házban a hazatérő Phoebe-t egy virágokban fürdő Piper fogadja, aki azonban nem örül a rengeteg növénynek. Phoebe elmeséli, hogy a bárban minden férfi csak őt nézte, s hogy Hans le sem vette róla a kezét, Piper-t pedig az frusztrálja, hogy tudja, hogy ez csak varázslat, és hogy Jack a valóságban nem mondana neki ilyet, így megbeszélik, hogy megszakítják a bűbájt. Beszélgetésüknek Prue telefonja vet véget, aki elmondja, hogy az aukciós házban ismét megtámadta a magát Álomlovagnak nevező férfi, s hogy csak addig maradhat életben, amíg ébren van. Húgai semmit nem találnak az Árnyékok Könyvében az Álomlovagról, ezután érkezik egy újabb telefonhívás. 
Prue már az autóban igyekszik hazafelé, s arra kéri húgait, tartsák őt ébren, nehogy elaludjon. Phoebe hozzá is kezd a feladathoz, azonban ekkor Hans dörömbölve ront be a házba, mondván, hogy Phoebe elhagyta őt. Miután Pipernek sikerül megfagyasztania az elvadult férfit, Prue már álmaiban vezet az úton, s hamarosan Bermannek köszönhetően egy fával ütközik össze.
Az autóbalesetet szenvedett Prue-t hamarosan kórházba szállítják, ahol rövid idő alatt ismét eszméletlen lesz, így Berman megint lecsaphat rá. Az érkező Piper és Phoebe csak bátorítani tudja a lányt, s egyre csak az mondják neki, hogy ne adja fel, s használja az erejét. Időközben Andy és Darryl a kutatóközpontban arra kérik Berman egyik munkatársát, hogy ébresszék fel a férfit azonnal. Berman már épp lehajítaná Prue-t a magas építmény tetejéről, amikor Prue az erejét használva a mélybe taszítja a férfit, akit a laboratóriumban holtan találnak, Prue pedig felébred, s gyenge mosollyal fogadja húgait.
Nem sokkal később Piper és Phoebe, látogatóban Prue-nál, elmesélik nővérüknek, hogyan szüntették meg bűbájukat, s hogy az érintett férfiak semmire nem emlékeznek velük kapcsolatban. Az érkező Andy is boldogan köszönti Prue-t, aki az autóbalesetben szerencsére „egy csontját sem törte össze”…

## Árnyékok Könyve

### Ellenségek
Álomlovag - Mr Whitaker Burman
Ember. Egy kutatóközpontban mesterséges álomba merülve, álombeli épület tetejéről löki le őket, ami miatt azok álmukban meghalnak. Prue-t is megtámadja, mert korábban visszautasította az italt, amit Burman neki küldött korábban a Quake-ben. Azonban Prue végül legyőzi őt a saját fegyverével: álmában letaszítja telekinézis használatával az álomépület tetejéről, ahonnan az a többi lány után őt is le akarta lökni.

### Igézetek
Megidézlek Téged, megidézlek Téged. Én vagyok a királynő, te pedig a herceg. Amit én kívánok, az úgy is legyen.

## Szereplők

### Állandó szereplők
- Prue Halliwell szerepében Shannen Doherty
- Piper Halliwell szerepében Holly Marie Combs
- Andy Trudeau szerepében T. W. King
- Darryl Morris szerepében Dorian Gregory
- Phoebe Halliwell szerepében Alyssa Milano

### Mellékszereplők
- Rex Buckland (a Buckland aukciós ház vezetője) szerepében Neil Roberts

### Epizódszereplők
- Whitaker Berman (az Álomlovag) szerepében Matt Schulze
- Skye (a Quake pincérnője) szerepében J. Robin Miller
- Jack Manford (a Quake egyik vendége, Piper „álompasija”) szerepében Alex Mendoza
- Hans (Phoebe „álompasija”) szerepében Tim Herzog
- Férfi #1 szerepében Rainoldo Gooding
- Kecskeszakállas férfi szerepében James O'Shea
- Üzletember szerepében Bo Clancey
- Laboratóriumi dolgozó #1 szerepében James Howell
- Dr. Black szerepében Marie O’Donnell
- Sürgősségi nővér szerepében Todd Howk
- Orvossegéd szerepében Trish Suhr
- Nővér szerepében Doug Spearman

## Érdekességek
- Ez az első epizód, hogy Phoebe-nek nincs látomása.
- Az épület, melyben Skye-t holtan találják, többször megjelenik a sorozat jeleneteiben.
- Ez az első epizód, hogy a lányok nem mágikus ellenséggel kell hogy szembenézzenek.
- A három főszereplő színésznő abban a ruhában pózol, amit az évad promóciós képeinek készítéséhez használtak.
- Ez az egyetlen epizód, amelyben a második fürdőszoba is egy jelenet helyszínéül szolgál. Később ugyan utalást tesznek rá, feltehetőleg egy kisebb helyiséggé alakítják át a sorozat előrehaladtával.